# Патрициат (Средние века)

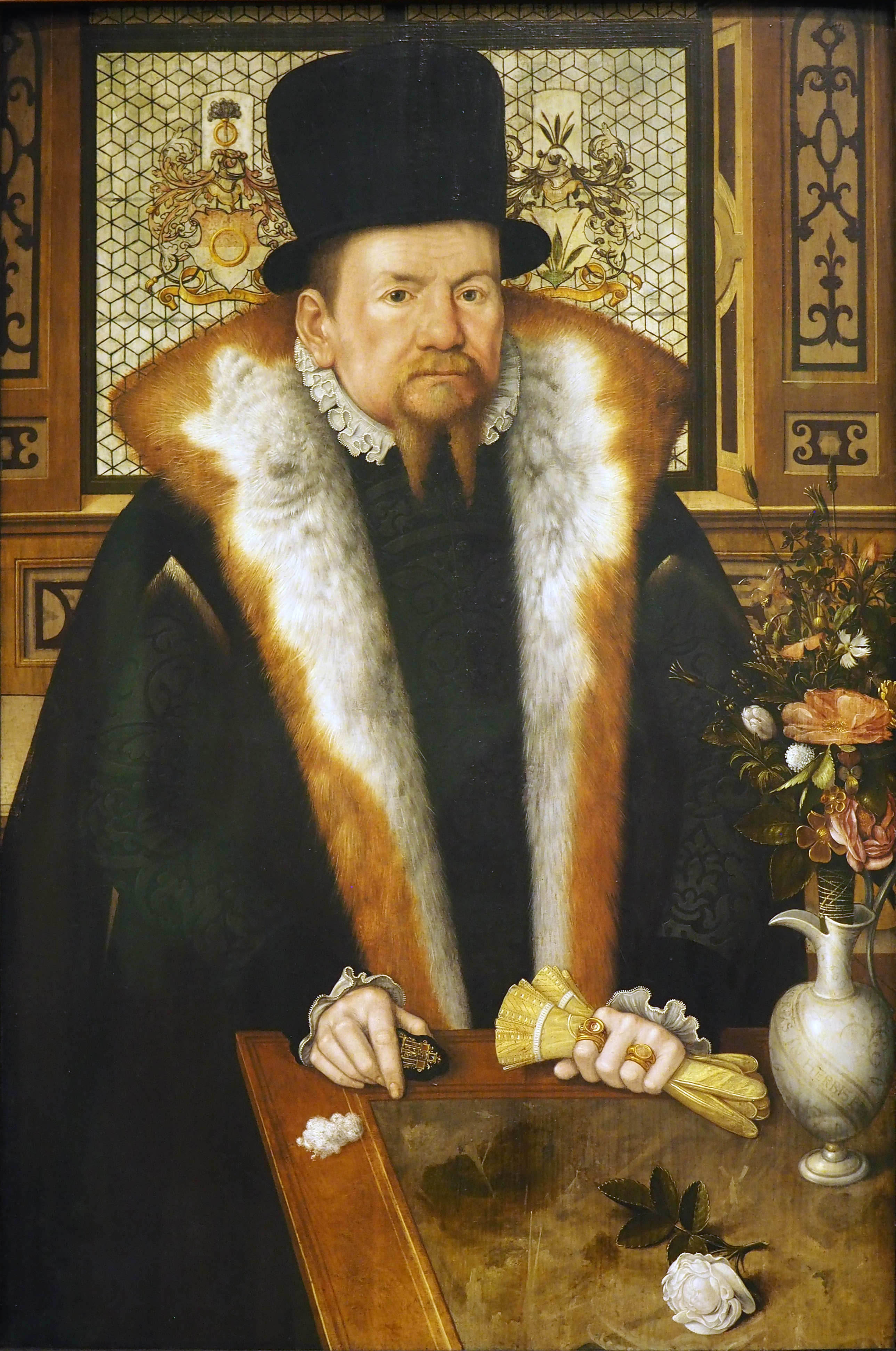
Портрет богатого патриция Брауншвейга (1569), художник Лутгер том Ринг Младший

Патрициат (нем. Patriziat) — наиболее богатая и влиятельная часть жителей средневековых городов Западной Европы. Этот термин появился в Германии в XVI веке по аналогии с патрициями Древнего Рима. По социальному статусу патриции приравнивались к феодальной дворянской аристократии (нем. Adel, Adelstand), но с ней никогда не смешивались.
Патрициат состоял из богатых земле- и домовладельцев, финансистов, купцов. Он возник в германских городах в XII и XIII веках из свободных местных родов, составивших могущественный правящий класс населения. Бюргерское право было первоначально связано с земельной собственностью в размере одной марки нетяглой земли (proprium non obligatum), обладание которой не стесняло личной свободы владельца; участки эти раздавал основатель города (король, епископ, аббат, граф и т. п.), но раздача эта (Leihe zu Weichbildrecht) не влекла за собой тех отношений, какие существовали обычно между сюзереном и ленником; участки поступали в полную, неотъемлемую собственность (Grundbesitz zu Weichbildrecht).
Потомки старинных городских обывателей, между которыми была поделена вся земля торгового посада, с развитием городского самоуправления получили исключительное право на места в ратуше; от них-то и пошли могущественные патрицианские роды, захватившие первенствующую роль в городской жизни и замкнувшиеся в тесный сословный круг; огромные капиталы и обширная торговля упрочили их положение. Торговые старшины (Schultheisse) и их преемники, бургомистры (Bürgermeister), становятся исполнителями воли патрициата, который стремится расширить компетенцию городского совета и превратить его из органа власти местного сеньора в орган общинной власти. Все остальное население города составляло зависимый, бесправный класс (Schutzbürger, Hintersassen).
Уже с XIII века патрициат должен был считаться с ремесленными цехами, которые после упорной, подчас кровавой борьбы завоевали себе голос в деле администрации и правосудия.